# Ocean's Eleven (2001)
Ocean's Eleven is een Amerikaanse komische kraakfilm uit 2001, en een remake van de gelijknamige film uit 1960. De film werd geregisseerd door Steven Soderbergh, en de hoofdrollen waren voor George Clooney, Brad Pitt en Matt Damon. In 2004 kwam het vervolg Ocean's Twelve uit, in 2007 gevolgd door Ocean's Thirteen. In de drie films spelen veel bekende acteurs.
De film kostte 85 miljoen dollar, maar bracht wereldwijd ruim 450 miljoen dollar op. Het was daarmee wereldwijd de op vier na succesvolste film van 2001.

## Verhaal
Danny Ocean is net vrijgelaten uit de gevangenis. Meteen al gaat hij het verkeerde pad op, hij verzamelt een groep van 10 professionals om zich heen om een aantal casino's in Las Vegas te beroven. Alles lijkt goed te verlopen totdat Oceans groep ontdekt dat Ocean een ander motief voor zijn plan heeft: hij wil zijn ex-vrouw terug, die nu samen is met de baas van de casino's die hij wil beroven.

## Rolverdeling
| Acteur         | Personage            |
| -------------- | -------------------- |
| George Clooney | Daniel "Danny" Ocean |
| Brad Pitt      | Rusty Ryan           |
| Matt Damon     | Linus Caldwell       |
| Andy García    | Terry Benedict       |
| Julia Roberts  | Tess Ocean           |
| Casey Affleck  | Virgil Malloy        |
| Scott Caan     | Turk Malloy          |
| Shaobo Qin     | "The Amazing" Yen    |
| Bernie Mac     | Frank Catton         |
| Carl Reiner    | Saul Bloom           |
| Eddie Jemison  | Livingston Dell      |
| Elliott Gould  | Reuben Tishkoff      |
| Don Cheadle    | Basher Tarr          |

## Muziek
Tegen het einde van deze film, na de geslaagde beroving, staan de hoofdrolspelers op een rij naar de fontein bij het beroofde hotel te kijken, waarna ze een voor een weg lopen. We horen dan een orkestbewerking door Lucien Cailliet van Clair de Lune uit de Suite Bergamasque die Claude Debussy oorspronkelijk voor piano solo schreef.

## Trivia
- Brad Pitt is in vrijwel elke actieloze scène bezig met eten. Dit is gedaan omdat Pitts personage Rusty altijd druk bezig is en zo enkel tijd heeft om te eten wanneer daar de kans voor is.
- De inspiratiebron voor deze en de originele film is waarschijnlijk een overval op een Brinks-gebouw in Boston geweest, gedaan door 11 criminelen. Deze overval ging de boeken in als extreem technisch en gecompliceerd.
- Naast het feit dat behalve hoofdpersoon Danny Ocean geen enkel personage in de remake dezelfde naam als die van het origineel heeft, is ook het einde van de remake totaal anders dan het einde van het origineel. Aan het einde van het origineel verstoppen Danny Ocean en zijn vrienden het gestolen geld in de kist van hun overleden elektricien, om achteraf te horen te krijgen dat hij gecremeerd wordt, met het geld in de kist. De makers hadden hierbij de boodschap dat misdaad niet loont. Dit principe is weggelaten in de remake, waarin Danny Ocean er zomaar met het geld en het meisje vandoor gaat.
- Henry Silva en Angie Dickinson, die beiden een rol hadden in de originele film, hebben een cameo in deze film in de boksscène aan het begin van de film.
- De slechterik Terry Benedict zou aanvankelijk gespeeld worden door Bruce Willis, maar dit ging niet door. In deel twee heeft Willis alsnog een rolletje, hij speelt zichzelf. Ook zou Willis in de race zijn geweest voor de rol van Danny Ocean.
- Het huis van het personage Reuben Tishkoff in deze film is gelegen in Palm Springs in Californië. Productiemaatschappij Warner Bros. moest 200.000 dollar neertellen om het huis te gebruiken.
- De truc die Danny en Linus gebruiken om bij de kluis te komen – zich in de liftschacht laten zakken – komt uit de Franse film Any Number Can Win (1963), die ook gaat over een stijlvolle ex-gevangene die met een groep een casino wil beroven.
- Holly Marie Combs, Topher Grace, Joshua Jackson, Barry Watson en Shane West spelen zichzelf in de pokerscène.
- De boksmatch die plaatsvindt tijdens de avond van de roof in de MGM Grand wordt gehouden tussen Lennox Lewis en Volodymyr Klytsjko. In het echte leven hebben deze twee elkaar nooit bevochten, maar op 21 juni 2003 vocht Lewis tegen de oudere broer van Volodymyr, Vitali Klytsjko.
- Siegfried & Roy zitten in het publiek van de boksmatch.